# Roland Schimmelpfennig
Roland Schimmelpfennig (né en 1967 à Göttingen) est un artiste allemand, reconnu notamment en tant qu'auteur de théâtre.

## Biographie
Après un long séjour à Istanbul, il étudie la mise en scène à l'école Otto-Falkenberg de Munich. Après avoir obtenu son diplôme, il est engagé aux Kammerspielen de Munich comme assistant à la mise en scène, avant d'y devenir dramaturge.
Depuis 1996, il travaille comme auteur indépendant. En 1998, il passe une année aux États-Unis, où il se consacre essentiellement à la traduction d’auteurs dramatiques de langue anglaise. La même année, il est lauréat du prix Schiller de la région de Bade-Wurtemberg (catégorie « Jeune Talent »). Il est dramaturge à la Schaubühne de Berlin de 1999 à 2001. Parallèlement, il enseigne à l’école supérieure des beaux-arts de Berlin-Weissensee. En 1997, le prix Else-Lasker-Schüler récompense sa pièce Fisch um Fisch.
En juin 1997 a lieu la création de Die Zwiefachen sous la direction de Markus Völlenklee pour les Kammerspielen de Munich. La pièce Aus den Städen in die Wälder, aus den Wäldern in die Städte, est représentée par le Berliner Stückenmarkt sous la direction de Hartmut Wickert.
En 1998, sa pièce radiophonique Die Aufzeichnung est diffusée sur la Südwestfunk.
En 1999, la pièce Fisch um Fisch, couronnée par le prix Else-Lasker, est créée sous la direction de l'auteur au Staatstheater de Mainz.
En 2000, Vor langer Zeit im Mai est créée à la Schaubühne de Berlin, Lehniner Platz, sous la direction de Barbara Frey (de). Roland Schimmelpfennig devient alors dramaturge à la Schaubühne de Berlin, sous la direction de Thomas Ostermeier. À la Schaubühne, le monologue Mez est créé en mai 2000 dans la mise en scène de Gian Manuel Rau.
En 2001, Die arabische Nacht (Une nuit arabe) est créée au Staatstheater de Stuttgart. Elle est depuis l'objet de nombreuses mises en scène, notamment à Berlin, Francfort, Hambourg et Vienne, Paris. Push up 1-3 est créée en novembre 2001 à la Schaubühne de Berlin et au Deutschen Schauspielhaus de Hambourg.

## Pièces
- Fisch um Fisch, 1994
- Die ewige Maria, 1995
- Keine Arbeit für die junge Frau im Frühlings-kleid, 1995
- Vor Langer Zeit im Mai, 1996
- Il y a longtemps c’était en mai, texte français Philippe-Henri Ledru, 1998 (inédit)
- Die Zwiefachen, 1996
- Die Aufzeichnung, pièce radiophonique, 1996
- Aus den Städten in die Wälder, aus den Wäldern in die Städte, 1997.
- M.E.Z., monologue, 1997
- Die Taxiterroristin, pièce radiophonique, 1999
- Die arabische Nacht, 2000

trad. franç. Une nuit arabe, par Henri-Alexis Baatsch (L’Arche éditeur)
- Push Up, 2001, trad. franç. par Henri-Alexis Baatsch (L’Arche éditeur)[réf. nécessaire]
- La Femme d'avant, 2003
- Vorher/Nachher, 2003 (Avant/Après)
- Der goldene Drachen (Le Dragon d'or), 2009
- Der Goldene Drache, 2009, Wiener Akademietheater
- Der Elfte Gesang, 2010, Schauspielhaus Bochum
- Das Weiße Album d'après les Beatles, 2010, Schauspiel Frankfurt
- Peggy Pickit sieht das Gesicht Gottes (Peggy Pickit voit la face de Dieu), 2010
- Vier Himmelsrichtungen, 2011, Salzburger Landestheater, Salzbourg (dans le cadre du Festival de Salzbourg)
- Das fliegende Kind, 2012, Burgtheater Wien, Akademietheater
- Spam, 2014, Deutsches Schauspielhaus Hamburg
- Das schwarze Wasser, 2015, Nationaltheater Mannheim
- Wintersonnenwende, 2015, Théâtre dramatique royal
- Das große Feuer, 2017, Nationaltheater Mannheim
- Der Tag, als ich nicht ich mehr war, 2018, Deutsches Theater Berlin[1]
- Odyssee, 2018, Staatsschauspiel Dresden[2]
- Der Kreis um die Sonne, première présentation prévue le 14 novembre 2020 à Munich au Residenztheater[3]

## Adaptations
Der goldene Drachen est adaptée à l'opéra par Péter Eötvös dans Der goldene Drache, créé en 2014 à Francfort.